# Trypla (skała)
Trypla, tripoli – skała osadowa. Nazwa ta jest używana w trzech znaczeniach:
1. terra cariosa - skała osadowa barwy żółtej, należąca do grupy skał organogenicznych. Stanowi produkt nagromadzenia dużych ilości krzemionkowych szkieletów okrzemek oraz opalu. Skała ta charakteryzuje się tym, że jest lekka, krucha i porowata, z częściowo zatartą strukturą organogeniczną. Nazwa pochodzi od złóż znajdujących się w Libii, w pobliżu Trypolisu.
2. odmiana dolomitu bogata w opal.
3. zwietrzelina (reziduum) po zwietrzeniu wapieni krzemionkowych.